# トゥールーズメトロB線
B線（ベーせん、Ligne B）は、ティセオ＝トラベラーズの運営するフランス・トゥールーズのメトロ（地下鉄）路線の一つ。トゥールーズ市内北部のボルドルージュ駅と、トゥールーズ近郊南部ラモンヴィル＝サン＝タニュのラモンヴィル駅を結ぶ。2007年に開業。

## 歴史
- 2001年5月11日：B線開通工事の事業認可
- 2001年8月：着工
- 2007年6月30日：全線開通

## 駅一覧
| 駅名                                 | 接続路線    | 所在地                     |
| ------------------------------------ | ----------- | -------------------------- |
| ボルドルージュ駅                     |             | トゥールーズ               |
| トロワ・コキュ駅                     |             | トゥールーズ               |
| ラ・ヴァッシュ駅                     |             | トゥールーズ               |
| バリエール・ド・パリ駅               |             | トゥールーズ               |
| ミニム＝クロード・ヌガロ駅           |             | トゥールーズ               |
| カナル・ドゥ・ミディ駅               |             | トゥールーズ               |
| コンパン＝カッファレリ駅             |             | トゥールーズ               |
| ジャンヌ・ダルク駅                   |             | トゥールーズ               |
| ジャン・ジョレス駅                   | A線         | トゥールーズ               |
| フランソワ・ヴェルディエ駅           |             | トゥールーズ               |
| カルム駅                             |             | トゥールーズ               |
| パレ・ド・ジュスティス駅             | 1号線       | トゥールーズ               |
| サン＝ミシェル＝マルセル・ロンジェ駅 |             | トゥールーズ               |
| エンパロ駅                           |             | トゥールーズ               |
| サン＝タニュ＝SNCF駅                 | SNCF（TER） | トゥールーズ               |
| スーズロン駅                         |             | トゥールーズ               |
| ランゲイユ駅                         |             | トゥールーズ               |
| ファキュルテ・ド・ファルマシ駅       |             | トゥールーズ               |
| ウニヴェルシテ・ポール・サバティエ駅 | テレオ      | トゥールーズ               |
| ラモンヴィル駅                       |             | ラモンヴィル＝サン＝タニュ |

- 全線各駅停車、快速運転はない。
- 全線で地下区間。